# Chasseurs à cheval libanais
Les chasseurs à cheval libanais sont une unité de cavalerie des troupes spéciales du Levant, recrutés dans le Grand Liban et au service du mandat français en Syrie et au Liban. Après avoir combattu pendant la Seconde Guerre mondiale, ils rejoignent en 1945 la nouvelle Armée libanaise.

## Création et différentes dénomination
- décembre 1937 : création du 1er escadron de chasseurs à cheval libanais
- décembre 1940 : création du 2e escadron de chasseurs à cheval libanais
- août 1945 : les escadrons de chasseurs à cheval libanais passent dans l'Armée libanaise

## Historique
Avant 1937, les Libanais musulmans et chrétiens servent ensemble dans les escadrons légers des troupes spéciales du Levant. Des incidents incitent cependant le commandement français à regrouper les chrétiens dans une unique unité, le 1er escadron de chasseurs à cheval libanais, avec quatre pelotons montés, créé le 1er avril 1937. Les cadres français sont issus du 16e escadron tcherkesse, qui est dissous, les officiers et cavaliers libanais sont issus des différents escadrons légers et des deux pelotons montés des chasseurs libanais,.
En garnison à Mîyé oua Mîyé (en), l'escadron est rattaché au groupement d'escadrons tcherkesses. À partir du 1er décembre 1938, l'escadron de chasseurs à cheval libanais est mis aux ordres du commandant du 8e grouped'automitrailleuses et commence à effectuer des missions de surveillance des frontières du Liban (2e peloton détaché à Meiss El Jabal, 4e peloton à Aalma ech Chaab).
Le 10 décembre 1940, le général commandant les troupes du Levant décide la création d'un groupement d'escadrons de chasseurs à cheval libanais, qui groupe le 1er et le 2e escadron de chasseurs à cheval libanais, formé par dédoublement du 1er escadron et également stationné à Mîyé oua Mîyé.
Lors de la campagne de Syrie en juin-juillet 1941, les escadrons de chasseurs à cheval libanais participent, aux côtés des troupes loyales au régime de Vichy, aux combats contre les Britanniques. Après avoir lâché pied le 11 juin face à l'artillerie australienne alors qu'ils tenaient la ligne de défense vichyste devant Marjayoun, les chasseurs à cheval libanais se distinguent notamment dans la contre-attaque vichyste près de Marjayoun le 14 juin.
Le 2e escadron est dissous à l'issue de la campagne. Toutefois, en janvier 1945, la 5e brigade libanaise regroupe un groupement de deux escadrons de chasseurs à cheval libanais. La 5e brigade et ses deux escadrons passent officiellement sous commandement libanais le 1er août 1945,.

## Uniforme
Les chasseurs à cheval libanais portent le béret en tenue de sortie et le chèche en tenue de campagne.
L'insigne de l'unité présente un centaure dans un octogone. Le dessin du centaure, bandant un arc vers l'arrière, est réalisé par Mr. Pearson, un jeune archéologue américain et inspiré d'une sculpture trouvées dans les ruines de Baalbek. L'insigne est repris par l'escadron quand il rejoint l'armée libanaise mais l'octogone est remplacé par un croissant bleu.